# Škofija Harbour Grace
Škofija Harbour Grace je bivša rimskokatoliška škofija s sedežem v Grand Fallsu (Kanada).

## Škofje
- John Dalton (29. februar 1856-5. maj 1869)
- Enrico Carfagnini (13. maj 1870-27. februar 1880)
- Ronald MacDonald (24. maj 1881-3. september 1906)
- John March (4. september 1906-12. januar 1940)
- John Michael O'Neill (8. junij 1940-22. februar 1958)